# Буртик

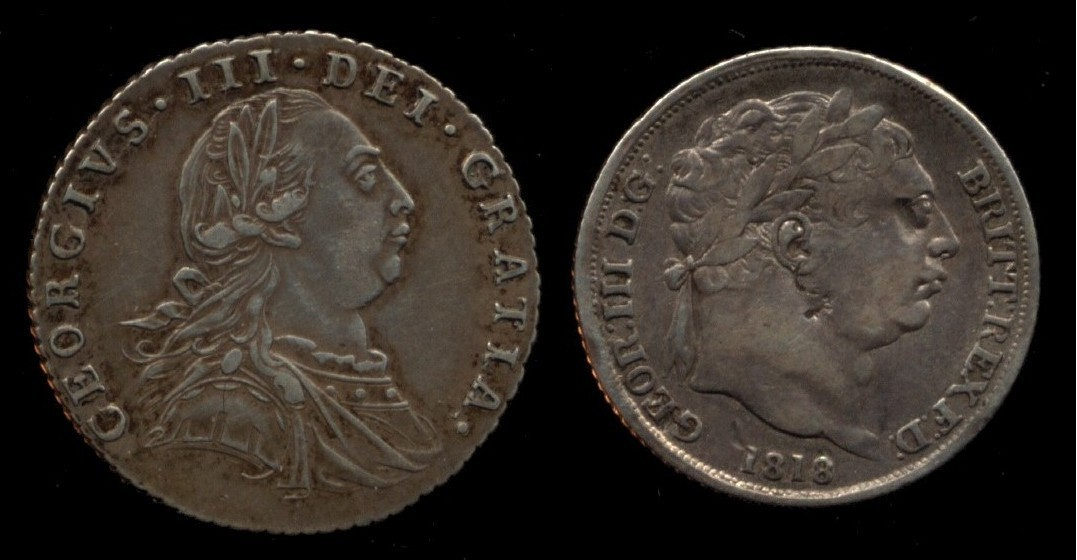

Буртик — піднесений край монети або медалі, є частиною гурта і поля монети. Буває як на аверсі так і на реверсі. Є захистом від зносу рельєфу монети. На деяких сучасних американських і австралійських монетах служить також визначником номіналу монети для незрячих людей.

## посилання
1. «Буртик» [Архівовано 13 лютого 2017 у Wayback Machine.] // Толковый словарь Ушакова. Д.Н. Ушаков. 1935-1940.